# 1905

## Събития

### В света
- Основан е град Лусака, столицата на Замбия.
- 1 януари – Официално е открита Транссибирската магистрала.
- 26 януари – Кулинан, най-големият диамант в света, е открит в мина в Южна Африка.
- Норвегия сключва мир с Швеция.
- 10 март – Основан е ФК Челси, Лондон.
- 15 май – В щата Невада е създадено селището Лас Вегас.
- 27 май-28 май – Битката при Цушима, част от Руско-японската война.
- 7 юни – Норвежкият парламент обявява разпадане на съюза с Швеция, така Норвегия получава пълна независимост.
- 9 юни – ражда се княз Янко Борис син на княз Борис и Мария Никол
- 5 септември – В американския град Портсмът е подписан мирния договор, слагащ формален край на Руско-японската война.
- 1 октомври – Основан е спортен клуб „Галатасарай“, Истанбул.
- 18 ноември – Датският принц Карл става Хокон VII, крал на Норвегия.

## Родени
- Станчо Проданов - Зигото, български футболист († 1983 г.)
- 2 януари – Тодор Мазаров, български тенор († 1975 г.)
- 6 януари – Ерик Франк Ръсел, британски писател фантаст († 1978 г.)
- 11 януари – Змей Горянин, български писател († 1958 г.)
- 17 януари – Гилермо Стабиле, аржентински футболист и треньор († 1966 г.)
- 18 януари – Александър Стаменов, български художник († 1971)
- 24 януари – Елена Николай, българска певица († 1993 г.)
- 2 февруари – Айн Ранд, американска писателка († 1982 г.)
- 5 февруари – Георги Герасимов, български художник († 1977 г.)
- 11 февруари – Константин Кугийски, български виолончелист († 1975 г.)
- 12 февруари – Мистер Сенко, български илюзионист († 1987 г.)
- 20 февруари – Георги Гизов, български лекар († 1983 г.)
- 22 февруари – Виктор Сапарин, руски писател († 1970 г.)
- 12 март – Такаши Шимура, японски актьор († 1982 г.)
- 19 март – Алберт Шпеер, германски архитект и политик, военнопрестъпник († 1981 г.)
- 26 март – Виктор Франкъл, австрийски психиатър († 1977 г.)
- 7 април – Преслав Кършовски, български художник († 2003 г.)
- 24 април – Робърт Пен Уорън, американски поет († 1989 г.)
- 26 април – Жан Виго, френски филмов режисьор († 1934 г.)
- 10 май – Маркос Вамвакарис, гръцки музикант († 1972 г.)
- 24 май – Михаил Шолохов, руски писател, лауреат на Нобелова награда за литература през 1965 г. († 1984 г.)
- 5 юни – Михаил Венедиков, български геодезист († 1973 г.)
- 7 юли – Аракен Патушка, бразилски футболист († 1990 г.)
- 21 юли – Жан-Пол Сартър, френски писател и философ, отказва Нобелова награда за литература през 1964 г. († 1980 г.)
- 25 юли – Елиас Канети, еврейски писател, лауреат на Нобелова награда за литература през 1981 г. († 1994 г.)
- 29 юли – Даг Хамаршелд, шведски дипломат, посмъртно лауреат на Нобелова награда за мир през 1961 г.(† 1961 г.)
- август – Илия Еврев, български лекар († 1986 г.)
- 2 август – Мирна Лой, американска актриса († 1993 г.)
- 21 август – Петко Попганчев, български офицер, летец († 1983 г.)
- 25 август
  - Калин Бояджиев, български архитект († 1968 г.)
  - Фаустина Ковалска, полска монахиня († 1938 г.)
- 7 септември – Васил Пеевски, български геодезист († 1992 г.)
- 16 септември – Иван Серов, руски офицер († 1990 г.)
- 18 септември – Грета Гарбо, псевдоним на холивудска звезда († 1990 г.)
- 24 септември – Северо Очоа, испански биохимик, лауреат на Нобелова награда за медицина (физиология) през 1959 г. († 1993 г.)
- 28 септември – Макс Шмелинг, германски професионален боксьор († 2005 г.)
- 15 октомври – Анджело Скиавио, италиански футболист и треньор († 1990 г.)
- 19 ноември – Томи Дорси, джазов музикант и бендлидер († 1956 г.)
- 12 декември – Манес Шпербер, австрийски писател († 1984 г.)
- 17 декември – Симо Хаюха, финландски снайперист († 2002 г.)
- 24 декември – Хауърд Хюз, американски предприемач († 1976 г.)
- 25 декември – Васка Емануилова, българска скулпторка († 1985 г.)
- 29 декември – Кирил Йовович, български футболист и треньор († 1976 г.)
- 30 декември
  - Даниил Хармс, руски писател († 1942 г.)
  - Еманюел Левинас, френски философ († 1995 г.)

## Починали
- Богдан Прошек, чешки предприемач
- Иржи Прошек, чешки предприемач
- Стефан Димитров, български революционер
- Фредерик Октавиус Пикард-Кеймбридж, английски арахнолог, илюстратор, натуралист
- 1 януари – Тодор Иванчов, български политик (р. 1858 г.)
- 14 януари – Ернст Карл Абе, германски физик и оптик
- 18 януари – Александър Турунджев, български революционер
- 10 февруари – Васил Караконовски, български лекар
- 1 март – Сава Михайлов, български революционер
- 2 март – Димитър Добрович, български художник
- 2 април – Цено Куртев, български офицер и революционер
- 24 април – Ванчо Сърбаков, български революционер
- 24 април – Христо Узунов,
- 27 април – Никола Карев, български революционер
- 7 май – Асен Партениев, български революционер
- 30 май – Богдан Югович Хайнц, войвода на сръбската пропаганда в Македония
- 25 юни – Атанас Бабата, български революционер
- 1 юли – Джон Хей, американски политик
- 5 септември – Нико Попов, български политик
- 21 септември – Николай Бенардос, руски учен
- 24 септември
  - Анастас Дуневски, български революционер
  - Борис Тодев, български революционер
  - Никола Асланов, български революционер
  - Христо Димитров – Кутруля, български революционер
- 27 септември – Коте Христов, гръцки андартски капитан
- 29 септември – Георги Миркович, български революционер
- ноември – Михай Шафран, унгарски музикант
- 2 ноември – Иван Сеченов, руски физиолог
- 6 декември – Виго Стукенберг, датски писател
- 22 март – Иванчо Карасулията, български революционер (р. 1875 г.)
- 24 март – Жул Верн, френски писател (р. 1828 г.)
- 8 април – Йосип Щросмайер, хърватски католически епископ и меценат (р. 1815 г.)
- 12 май – Атанас Тешовски, български революционер (р. 1866 г.)

## Нобелови награди
- Физика – Филип Ленард
- Химия – Адолф фон Байер
- Физиология или медицина – Роберт Кох
- Литература – Хенрик Сенкевич
- Мир – Берта фон Зутнер